# 1st Congregational Church of Eternal Love and Free Hugs
1st Congregational Church of Eternal Love and Free Hugs è il sesto album in studio della band britannica dei Kula Shaker, pubblicato nei formati CD, vinile e download digitale il 10 giugno 2022.
L'album è stato preceduto dal singolo The Once and Future King, pubblicato il 2 maggio 2022, e seguito dal singolo Cherry Plum Tree (Farewell Beautiful Dreamer), uscito il 29 luglio seguente.

## Genesi
In un'intervista rilasciata in occasione della pubblicazione del disco, Crispian Mills ha dichiarato:
L'album è stato registrato negli studi di proprietà del bassista Alonza Bevan, in Belgio.

## Tracce
1. (Intro: Dearly Beloved)
2. Whatever It Is (I'm Against It)
3. Hometown
4. Burning Down
5. Love in Separation
6. (Let Us Pray)
7. Gingerbread Man
8. Farewell Beautiful Dreamer
9. Where Have All the Brave Knights Gone?
10. (Raining Buckets)
11. 108 Ways to Leave Your Narcissist
12. After the Fall (Part 1)
13. Dont Forsake Me
14. 303 Revisited
15. The Once & Future King
16. Shattered Bones
17. After the Fall (Parts 2&3)
18. (Closing Words: Windows of Our Hearts)
19. Bumblebee
20. (Church Coda: Cinema Club)